# Clodovil Frente e Verso
Clodovil Frente e Verso, também chamado apenas Frente e Verso, foi um programa de televisão de 2001, apresentado por Clodovil Hernandes e exibido pela CNT, nas terças e nas quartas, das 22h às 23h.
Em episódio de fevereiro de 2001, Clodovil recebeu no Frente e Verso, para um quadro sobre misticismo, a astróloga Dione Forti e a paranormal Rosa Maria Jacques; depois discutiu sobre esoterismo com o padre Quevedo e Assíria Nascimento. No dia seguinte, recebeu o padre Antônio Maria para falar de solidariedade e voluntariado. Em março, ele entrevistou o cantor Gilbert.
No final de fevereiro, Clodovil afirmou que para ele não interessava mais trazer ibope, mas sim deixar "uma coisa boa" para o público, ressaltando, em referência à sua trajetória na televisão, que o que "atrapalhou sua estrada" foi o fato de "não pensar antes de responder", mas mantendo-se esperançoso quanto ao sucesso e ao futuro. Houve críticas de que seu programa não trouxe nada de original e diferente em relação aos demais programas.
Em abril de 2001, Clodovil, ainda apresentador do Frente e Verso, expressou: "Não quero que ninguém goste mim. Quero que todos se danem!", quando a Revista Veja o chamou de mal-educado e reclamão.